# 875 Nymphe
875 Nymphe este o planetă minoră ce orbitează Soarele, descoperită de Max Wolf în 1917. Face parte din centura principală.

## Caracteristici
Asteroidul are diametrul mediu de circa 13,75 km. Prezintă o orbită caracterizată de o semiaxă majoră egală cu 2,5539436 UA și de o excentricitate de 0,1505392, înclinată cu 14,57998° față de ecliptică.

## Denumire
Numele său face referire la Nimfe, divinități minore prezente în mitologia greacă.